# Fernand Hamar
Fernand Joseph Job Hamar, né le 15 juillet 1869 à Vendôme et mort le 10 mars 1943 à Paris (14e arrondissement), est un sculpteur français.

## Biographie

### Enfance et formation
Fernand Hamar est l'aîné d'Alexis Hamar et de Marie Guillot. Il a une sœur, Marguerite et un petit frère, Maurice. Pendant la guerre franco-allemande de 1870, entre la bataille d'Orléans (1870) et la bataille du Mans (1871), l'armée prussienne pousse l'armée de la Loire aux environs du Temple. Le bruit des canons provoqua la surdité de Fernand Hamar, selon sa famille[réf. nécessaire]. Autour de ses dix ans, il entre à l’Institution des sourds-muets de Paris.
Dans une école parisienne pour les sourds, Hamar apprend la sculpture. Il s'inscrit à l'École nationale des arts décoratifs le 2 octobre 1886 où il étudie pendant quatre ans. Le 4 mars 1890, il s'inscrit à l'École nationale supérieure des beaux-arts et le 9 mars 1890, il devient l'élève de Jules Cavelier à sa demande, puis de Louis-Ernest Barrias et ensuite de Paul-François Choppin, lui-même  sourd. Il concourt sans succès au prix de Rome et expose au Salon des artistes français.
Le 19 décembre 1916, Fernand Hamar épouse Paule Monsaingeon (1880-1970) qui lui donne deux enfants : Manon et Patrice.

### Dernières années
En 1937, Fernand Hamar a créé, avec d'autres anciens élèves, l'association de l'Amicale des anciens élèves de l’Institution nationale des sourds-muets de Paris. Il meurt le 10 mars 1943 et est enterré à Vendôme.

## Œuvres
- Monument au maréchal de Rochambeau, 1901, Vendôme. Œuvre détruite en 1942, remplacée par une copie en 1974.
- Allégorie américaine, 1902.
- Le Triomphe de la Vérité, 1905.
- Diane chasseresse, 1908.
- La Fortune et le Travail, 1909.
- Galanterie, 1914.
- L’Ombre du souvenir, 1925.
- Médaillon de 3 mètres de diamètre, 1937.

## Récompenses
- Une médaille à l'Exposition universelle de 1900[6].
- Une médaille de bronze au Salon de 1895.
- Grand prix d'honneur à l'exposition d’Athènes en 1928[6].

## Distinctions
- Chevalier de la Légion d'honneur[7].
- Officier de l'ordre des Palmes académiques en 1900[6].